# Raige

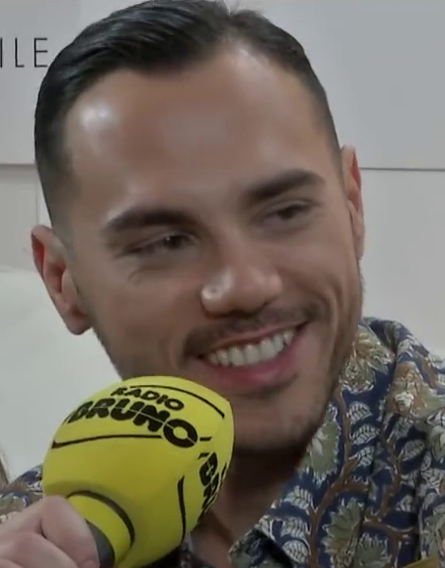
Raige, 2017

Raige (* 20. August 1983 in Alpignano, Metropolitanstadt Turin, als Alex Andrea Vella) ist ein italienischer Rapper.

## Karriere
Vella begann im Alter von 16 Jahren, als Rapper aufzutreten. 2004 schloss er sich mit seinem jüngeren Bruder Jari (Künstlername Ensi) und Rayden zur Gruppe One Mic zusammen, die 2005 mit dem Album Sotto la cintura debütierte. Schon 2006 veröffentlichte Raige auch sein erstes Soloalbum Tora-Ki. Auf Raydens Album C.A.L.M.A. war Raige 2007 in drei Liedern zu hören. Nach der Single Hip Hope, die 2008 als Gratisdownload angeboten wurde, brachte Raige 2009 sein nächstes Album Zer06-Zer08 heraus, auf dem auch Ensi und Tormento zu hören waren. Zusammen mit der Gratis-EP Zer09 (2010) war das Album später Teil der Kompilation Zer06-Zer09 (2011).
Im Jahr 2012 meldete sich Raige mit dem neuen Album Addio zurück, das Platz 20 der Charts erreichen konnte und wieder eine Vielzahl Kollaborationen mit anderen Rappern enthielt, etwa Salmo. Anlässlich Weihnachten veröffentlichte er 2013 das Lied Stelle. Nach rechtlichen Problemen mit seiner Plattenfirma unterschrieb der Rapper 2014 einen neuen Vertrag bei Warner und veröffentlichte das neue Album Buongiorno L.A., aus dem u. a. die Single Dimenticare (mai) in Zusammenarbeit mit Annalisa ausgekoppelt wurde. 2016 erschien Alex und Ende des Jahres wurde Raiges Teilnahme am Sanremo-Festival 2017 angekündigt. Dort ging er zusammen mit Giulia Luzi und dem Lied Togliamoci la voglia ins Rennen, erreichte jedoch den letzten Platz.

## Diskografie

### Solo
Alben
- Tora-Ki (2006)
- Zer06-Zer08 (2009)

| Jahr | Titel           | Höchstplatzierung, Gesamtwochen, AuszeichnungChartsChartplatzierungen (Jahr, Titel, Platzierungen, Wochen, Auszeichnungen, Anmerkungen) | Anmerkungen                       |
| Jahr | Titel           | IT | Anmerkungen                       |
| ---- | --------------- | --- | --------------------------------- |
| 2012 | Addio           | IT20 (4 Wo.)IT | Halidon                           |
| 2014 | Buongiorno L.A. | IT13 (4 Wo.)IT | Warner                            |
| 2016 | Alex            | IT3 (5 Wo.)IT | Warner inkl. Sanremo-Edition 2017 |
| 2019 | Affetto placebo | IT49 (1 Wo.)IT | Artist First                      |

Singles

| Jahr | Titel                             | Höchstplatzierung, Gesamtwochen, AuszeichnungChartsChartplatzierungen (Jahr, Titel, Platzierungen, Wochen, Auszeichnungen, Anmerkungen) | Anmerkungen                       |
| Jahr | Titel                             | IT | Anmerkungen                       |
| ---- | --------------------------------- | --- | --------------------------------- |
| 2014 | Dimenticare (mai) Buongiorno L.A. | IT74 Gold · (3 Wo.)IT | feat. Annalisa Verkäufe: + 25.000 |

Weitere Singles
- Addio (2012)
- Mille volte ancora (2012)
- Fuori dal paradiso (2014)
- Ulisse (2014)
- Whisky (2015)
- Domani (2016)
- Il rumore che fa (2016; feat. Marco Masini)
- Togliamoci la voglia (2017; feat. Giulia Luzi)

### Alben mit OneMic
- Sotto la cintura (2005)
- Commerciale (2011)

## Belege
1. ↑  Alben von Raige. In: Italiancharts.com. Hung Medien, abgerufen am 21. März 2017.
2. ↑  Archivio classifiche Top Digital. FIMI, abgerufen am 21. März 2017 (italienisch).
3. ↑  Raige, certificazioni. FIMI, abgerufen am 15. Mai 2017 (italienisch).

| Personendaten    | Personendaten                        |
| ---------------- | ------------------------------------ |
| NAME             | Raige                                |
| ALTERNATIVNAMEN  | Vella, Alex Andrea (wirklicher Name) |
| KURZBESCHREIBUNG | italienischer Rapper                 |
| GEBURTSDATUM     | 20. August 1983                      |
| GEBURTSORT       | Alpignano, Metropolitanstadt Turin   |